# 왕제
왕제(王濟, 생몰년(대략 1350년대 초반경 및 1351년경 출생 추정?) 미상)는 고려 시대 후기의 우왕 시대의 수문하시중을 지냈다고 전해지는 왕족 종실이다. 개성 왕씨 족보에 따르면 그는 충정왕의 서자가 된다.

## 생애
그는 수문하 시중(守門下 侍中)을 지냈다고 하며, 그의 후손이 개성 왕씨 시중공파를 형성하고 있다.

## 논란
고려사, 고려사절요에서 충정왕이 아들을 두었다는 기록은 보이지 않고, 오직 개성 왕씨 족보에서만 등장한다.
충정왕은 폐위 후 15세(만 14세)에 죽임을 당하였기 때문에 아들이 있었다고 믿기 힘든 것이 첫째고, 충정왕은 폐왕으로 시호도 받지 못 한 신분인데 그 아들이 시중을 지냈다는 것은 다소 신뢰하기 어렵다.
하지만, 김제겸-김성행 부자, 정원군-인조 부자, 홍명희-홍기문 부자 등 15세 전후에 자녀를 얻은 경우가 있다.

## 가계
- 부왕 : 충정왕(忠定王, 1338년[1] 9월 8일, 음력 8월 16일~1352년 3월 23일, 음력 3월 7일)
- 모후 : 미상
  - 서자 : 왕제(王濟)?[2]
  - 부인 : 미상
    - 아들 : 왕숭(王崇)[3]
      - 손자 : 왕의명(王義明)

## 같이 보기
| - 충정왕 - 충목왕 - 충혜왕 - 충숙왕 - 공민왕 - 왕석기 - 왕제 | - 강양공 - 희비 윤씨 - 윤계종 - 윤언이 - 덕녕공주 - 은천옹주 |

## 참고 문헌
- 개성왕씨 세보
- 고려성원록